# Daichi Matsuyama
Daichi Matsuyama (Hokkaido, 11 januari 1974) is een voormalig Japans voetballer.

## Carrière
Daichi Matsuyama speelde tussen 1993 en 1996 voor Bellmare Hiratsuka en Consadole Sapporo.

## Statistieken
| Japan   | Japan              | Japan           | League | League | Emperor's Cup | Emperor's Cup | J-League Cup | J-League Cup | Totaal | Totaal |
| Seizoen | Club               | League          | Wed.   | Goals  | Wed.          | Goals         | Wed.         | Goals        | Wed.   | Goals  |
| ------- | ------------------ | --------------- | ------ | ------ | ------------- | ------------- | ------------ | ------------ | ------ | ------ |
| 1993    | Fujita Industries  | Football League | 5      | 0      | 0             | 0             | 1            | 0            | 6      | 0      |
| 1994    | Bellmare Hiratsuka | J. League 1     | 6      | 0      | 0             | 0             | 0            | 0            | 6      | 0      |
| 1995    | Bellmare Hiratsuka | J. League 1     | 9      | 0      | 0             | 0             | -            | -            | 9      | 0      |
| 1996    | Consadole Sapporo  | Football League | 0      | 0      | 0             | 0             | -            | -            | 0      | 0      |
| Totaal  | Totaal             | Totaal          | 20     | 0      | 0             | 0             | 1            | 0            | 21     | 0      |